# Ataenius hrubanti
Ataenius hrubanti är en skalbaggsart som beskrevs av Vladimir Balthasar 1967. Ataenius hrubanti ingår i släktet Ataenius och familjen Aphodiidae. Inga underarter finns listade.